# Eleições legislativas de 2015 em Beja

## Resultados Oficiais
| Partido                 | Partido                        | Votos  | %               | +/-   |
| ----------------------- | ------------------------------ | ------ | --------------- | ----- |
|                         | Partido Socialista             | 6 532  | 36,77 / 100,00  | 9,12  |
|                         | Coligação Democrática Unitária | 4 168  | 23,46 / 100,00  | 0,88  |
|                         | Portugal à Frente              | 3 914  | 22,03 / 100,00  | 13,36 |
|                         | Bloco de Esquerda              | 1 623  | 9,14 / 100,00   | 3,42  |
|                         | PCTP/MRPP                      | 345    | 1,94 / 100,00   | 0,06  |
|                         | Outros                         | 635    | 3,57 / 100,00   |       |
| Votos Inválidos         | Votos Inválidos                | 548    | 3,09 / 100,00   | 0,03  |
| Total                   | Total                          | 17 765 | 100,00 / 100,00 |       |
| Eleitorado/Participação | Eleitorado/Participação        | 29 907 | 59,40 / 100,00  | 3,01  |
| Fonte                   | Fonte                          | [ 1 ]  | [ 1 ]           | [ 1 ] |

## Resultados por Freguesia
Os resultados seguintes referem-se aos partidos que obtiveram mais de 1,00% dos votos:
| Freguesia                                | %     | %     | %     | %     | %    | Votantes |
| Freguesia                                | PS    | CDU   | PÀF   | BE    | PCTP | Votantes |
| ---------------------------------------- | ----- | ----- | ----- | ----- | ---- | -------- |
| Albernoa e Trindade                      | 39,69 | 33,33 | 13,68 | 5,39  | 2,50 | 519      |
| Baleizão                                 | 17,79 | 51,84 | 10,63 | 14,53 | 1,52 | 461      |
| Beja (Salvador e Santa Maria da Feira)   | 36,58 | 19,57 | 23,77 | 10,53 | 1,43 | 5 024    |
| Beja (Santiago Maior e São João Batista) | 35,55 | 18,56 | 27,79 | 9,36  | 1,50 | 7 262    |
| Beringel                                 | 43,54 | 23,35 | 21,15 | 4,67  | 2,47 | 728      |
| Cabeça Gorda                             | 44,09 | 35,05 | 8,34  | 5,56  | 2,78 | 719      |
| Nossa Senhora das Neves                  | 38,95 | 29,94 | 12,87 | 9,71  | 3,51 | 855      |
| Salvada e Quintos                        | 31,69 | 43,60 | 12,50 | 4,80  | 2,76 | 688      |
| Santa Clara de Louredo                   | 39,77 | 36,32 | 6,67  | 11,49 | 2,99 | 435      |
| Santa Vitória e Mombeja                  | 37,15 | 35,38 | 12,06 | 5,73  | 5,53 | 506      |
| São Matias                               | 43,88 | 17,63 | 20,50 | 11,87 | 2,88 | 278      |
| Trigaches e São Brissos                  | 53,79 | 21,03 | 8,62  | 5,86  | 2,76 | 290      |
| Beja                                     | 36,77 | 23,46 | 22,03 | 9,14  | 1,94 | 17 765   |

#### Albernoa e Trindade
| Partido                 | Partido                        | Votos | %               |
| ----------------------- | ------------------------------ | ----- | --------------- |
|                         | Partido Socialista             | 206   | 39,69 / 100,00  |
|                         | Coligação Democrática Unitária | 173   | 33,33 / 100,00  |
|                         | Portugal à Frente              | 71    | 13,68 / 100,00  |
|                         | Bloco de Esquerda              | 28    | 5,39 / 100,00   |
|                         | PCTP/MRPP                      | 13    | 2,50 / 100,00   |
|                         | Outros                         | 17    | 3,27 / 100,00   |
| Votos Inválidos         | Votos Inválidos                | 11    | 2,12 / 100,00   |
| Total                   | Total                          | 519   | 100,00 / 100,00 |
| Eleitorado/Participação | Eleitorado/Participação        | 863   | 60,14 / 100,00  |

#### Baleizão
| Partido                 | Partido                        | Votos | %               | +/-  |
| ----------------------- | ------------------------------ | ----- | --------------- | ---- |
|                         | Coligação Democrática Unitária | 239   | 51,84 / 100,00  | 2,35 |
|                         | Partido Socialista             | 82    | 17,79 / 100,00  | 1,02 |
|                         | Bloco de Esquerda              | 67    | 14,53 / 100,00  | 2,67 |
|                         | Portugal à Frente              | 49    | 10,63 / 100,00  | 1,64 |
|                         | Pessoas–Animais–Natureza       | 7     | 1,52 / 100,00   | 1,11 |
|                         | PCTP/MRPP                      | 7     | 1,52 / 100,00   | 0,93 |
|                         | Outros                         | 5     | 1,08 / 100,00   |      |
| Votos Inválidos         | Votos Inválidos                | 5     | 1,08 / 100,00   | 0,47 |
| Total                   | Total                          | 461   | 100,00 / 100,00 |      |
| Eleitorado/Participação | Eleitorado/Participação        | 837   | 55,08 / 100,00  | 2,22 |

#### Beja (Salvador e Santa Maria da Feira)
| Partido                 | Partido                        | Votos | %               |
| ----------------------- | ------------------------------ | ----- | --------------- |
|                         | Partido Socialista             | 1 838 | 36,58 / 100,00  |
|                         | Portugal à Frente              | 1 194 | 23,77 / 100,00  |
|                         | Coligação Democrática Unitária | 983   | 19,57 / 100,00  |
|                         | Bloco de Esquerda              | 529   | 10,53 / 100,00  |
|                         | PCTP/MRPP                      | 72    | 1,43 / 100,00   |
|                         | Pessoas–Animais–Natureza       | 54    | 1,07 / 100,00   |
|                         | Outros                         | 153   | 3,05 / 100,00   |
| Votos Inválidos         | Votos Inválidos                | 201   | 4,00 / 100,00   |
| Total                   | Total                          | 5 024 | 100,00 / 100,00 |
| Eleitorado/Participação | Eleitorado/Participação        | 8 834 | 56,87 / 100,00  |

#### Beja (Santiago Maior e São João Batista)
| Partido                 | Partido                        | Votos  | %               |
| ----------------------- | ------------------------------ | ------ | --------------- |
|                         | Partido Socialista             | 2 582  | 35,55 / 100,00  |
|                         | Portugal à Frente              | 2 018  | 27,79 / 100,00  |
|                         | Coligação Democrática Unitária | 1 348  | 18,56 / 100,00  |
|                         | Bloco de Esquerda              | 680    | 9,36 / 100,00   |
|                         | PCTP/MRPP                      | 109    | 1,50 / 100,00   |
|                         | Pessoas–Animais–Natureza       | 77     | 1,06 / 100,00   |
|                         | Outros                         | 211    | 2,90 / 100,00   |
| Votos Inválidos         | Votos Inválidos                | 237    | 3,26 / 100,00   |
| Total                   | Total                          | 7 262  | 100,00 / 100,00 |
| Eleitorado/Participação | Eleitorado/Participação        | 11 865 | 61,21 / 100,00  |

#### Beringel
| Partido                 | Partido                        | Votos | %               | +/-   |
| ----------------------- | ------------------------------ | ----- | --------------- | ----- |
|                         | Partido Socialista             | 317   | 43,54 / 100,00  | 10,82 |
|                         | Coligação Democrática Unitária | 170   | 23,35 / 100,00  | 1,02  |
|                         | Portugal à Frente              | 154   | 21,15 / 100,00  | 13,84 |
|                         | Bloco de Esquerda              | 34    | 4,67 / 100,00   | 1,97  |
|                         | PCTP/MRPP                      | 18    | 2,47 / 100,00   | 0,23  |
|                         | Outros                         | 18    | 2,47 / 100,00   |       |
| Votos Inválidos         | Votos Inválidos                | 19    | 2,61 / 100,00   | 1,65  |
| Total                   | Total                          | 728   | 100,00 / 100,00 |       |
| Eleitorado/Participação | Eleitorado/Participação        | 1 211 | 60,12 / 100,00  | 8,01  |

#### Cabeça Gorda
| Partido                 | Partido                        | Votos | %               | +/-  |
| ----------------------- | ------------------------------ | ----- | --------------- | ---- |
|                         | Partido Socialista             | 317   | 44,09 / 100,00  | 7,89 |
|                         | Coligação Democrática Unitária | 252   | 35,05 / 100,00  | 2,40 |
|                         | Portugal à Frente              | 60    | 8,34 / 100,00   | 8,31 |
|                         | Bloco de Esquerda              | 40    | 5,56 / 100,00   | 1,82 |
|                         | PCTP/MRPP                      | 20    | 2,78 / 100,00   | 0,01 |
|                         | Outros                         | 22    | 3,06 / 100,00   |      |
| Votos Inválidos         | Votos Inválidos                | 8     | 1,11 / 100,00   | 0,69 |
| Total                   | Total                          | 719   | 100,00 / 100,00 |      |
| Eleitorado/Participação | Eleitorado/Participação        | 1 216 | 59,13 / 100,00  | 6,46 |

#### Nossa Senhora das Neves
| Partido                 | Partido                        | Votos | %               | +/-  |
| ----------------------- | ------------------------------ | ----- | --------------- | ---- |
|                         | Partido Socialista             | 333   | 38,95 / 100,00  | 5,46 |
|                         | Coligação Democrática Unitária | 256   | 29,94 / 100,00  | 1,28 |
|                         | Portugal à Frente              | 110   | 12,87 / 100,00  | 9,25 |
|                         | Bloco de Esquerda              | 83    | 9,71 / 100,00   | 3,30 |
|                         | PCTP/MRPP                      | 30    | 3,51 / 100,00   | 0,25 |
|                         | Outros                         | 24    | 2,80 / 100,00   |      |
| Votos Inválidos         | Votos Inválidos                | 19    | 2,22 / 100,00   | 1,29 |
| Total                   | Total                          | 855   | 100,00 / 100,00 |      |
| Eleitorado/Participação | Eleitorado/Participação        | 1 481 | 57,73 / 100,00  | 5,09 |

#### Salvada e Quintos
| Partido                 | Partido                        | Votos | %               |
| ----------------------- | ------------------------------ | ----- | --------------- |
|                         | Coligação Democrática Unitária | 300   | 43,60 / 100,00  |
|                         | Partido Socialista             | 218   | 31,69 / 100,00  |
|                         | Portugal à Frente              | 86    | 12,50 / 100,00  |
|                         | Bloco de Esquerda              | 33    | 4,80 / 100,00   |
|                         | PCTP/MRPP                      | 19    | 2,76 / 100,00   |
|                         | Outros                         | 16    | 2,33 / 100,00   |
| Votos Inválidos         | Votos Inválidos                | 16    | 2,33 / 100,00   |
| Total                   | Total                          | 688   | 100,00 / 100,00 |
| Eleitorado/Participação | Eleitorado/Participação        | 1 154 | 59,62 / 100,00  |

#### Santa Clara de Louredo
| Partido                 | Partido                        | Votos | %               | +/-  |
| ----------------------- | ------------------------------ | ----- | --------------- | ---- |
|                         | Partido Socialista             | 173   | 39,77 / 100,00  | 9,04 |
|                         | Coligação Democrática Unitária | 158   | 36,32 / 100,00  | 3,59 |
|                         | Bloco de Esquerda              | 50    | 11,49 / 100,00  | 5,07 |
|                         | Portugal à Frente              | 29    | 6,67 / 100,00   | 9,39 |
|                         | PCTP/MRPP                      | 13    | 2,99 / 100,00   | 0,24 |
|                         | Outros                         | 5     | 1,15 / 100,00   |      |
| Votos Inválidos         | Votos Inválidos                | 7     | 1,61 / 100,00   | 1,37 |
| Total                   | Total                          | 435   | 100,00 / 100,00 |      |
| Eleitorado/Participação | Eleitorado/Participação        | 628   | 69,27 / 100,00  | 4,39 |

#### Santa Vitória e Mombeja
| Partido                 | Partido                        | Votos | %               |
| ----------------------- | ------------------------------ | ----- | --------------- |
|                         | Partido Socialista             | 188   | 37,15 / 100,00  |
|                         | Coligação Democrática Unitária | 179   | 35,38 / 100,00  |
|                         | Portugal à Frente              | 61    | 12,06 / 100,00  |
|                         | Bloco de Esquerda              | 29    | 5,73 / 100,00   |
|                         | PCTP/MRPP                      | 28    | 5,53 / 100,00   |
|                         | Outros                         | 11    | 2,18 / 100,00   |
| Votos Inválidos         | Votos Inválidos                | 10    | 1,98 / 100,00   |
| Total                   | Total                          | 506   | 100,00 / 100,00 |
| Eleitorado/Participação | Eleitorado/Participação        | 848   | 59,67 / 100,00  |

#### São Matias
| Partido                 | Partido                        | Votos | %               | +/-   |
| ----------------------- | ------------------------------ | ----- | --------------- | ----- |
|                         | Partido Socialista             | 122   | 43,88 / 100,00  | 0,88  |
|                         | Portugal à Frente              | 57    | 20,50 / 100,00  | 10,27 |
|                         | Coligação Democrática Unitária | 49    | 17,63 / 100,00  | 3,99  |
|                         | Bloco de Esquerda              | 33    | 11,87 / 100,00  | 7,32  |
|                         | PCTP/MRPP                      | 8     | 2,88 / 100,00   | 1,83  |
|                         | Outros                         | 6     | 2,16 / 100,00   |       |
| Votos Inválidos         | Votos Inválidos                | 3     | 1,08 / 100,00   | 1,02  |
| Total                   | Total                          | 278   | 100,00 / 100,00 |       |
| Eleitorado/Participação | Eleitorado/Participação        | 484   | 57,44 / 100,00  | 2,86  |

#### Trigaches e São Brissos
| Partido                 | Partido                         | Votos | %               |
| ----------------------- | ------------------------------- | ----- | --------------- |
|                         | Partido Socialista              | 156   | 53,79 / 100,00  |
|                         | Coligação Democrática Unitária  | 61    | 21,03 / 100,00  |
|                         | Portugal à Frente               | 25    | 8,62 / 100,00   |
|                         | Bloco de Esquerda               | 17    | 5,86 / 100,00   |
|                         | PCTP/MRPP                       | 8     | 2,76 / 100,00   |
|                         | Partido Nacional Renovador      | 4     | 1,38 / 100,00   |
|                         | Partido Democrático Republicano | 3     | 1,03 / 100,00   |
|                         | Outros                          | 4     | 1,38 / 100,00   |
| Votos Inválidos         | Votos Inválidos                 | 12    | 4,14 / 100,00   |
| Total                   | Total                           | 290   | 100,00 / 100,00 |
| Eleitorado/Participação | Eleitorado/Participação         | 486   | 59,67 / 100,00  |